# Tour de l'Hôtel de Ville (Cracovie)

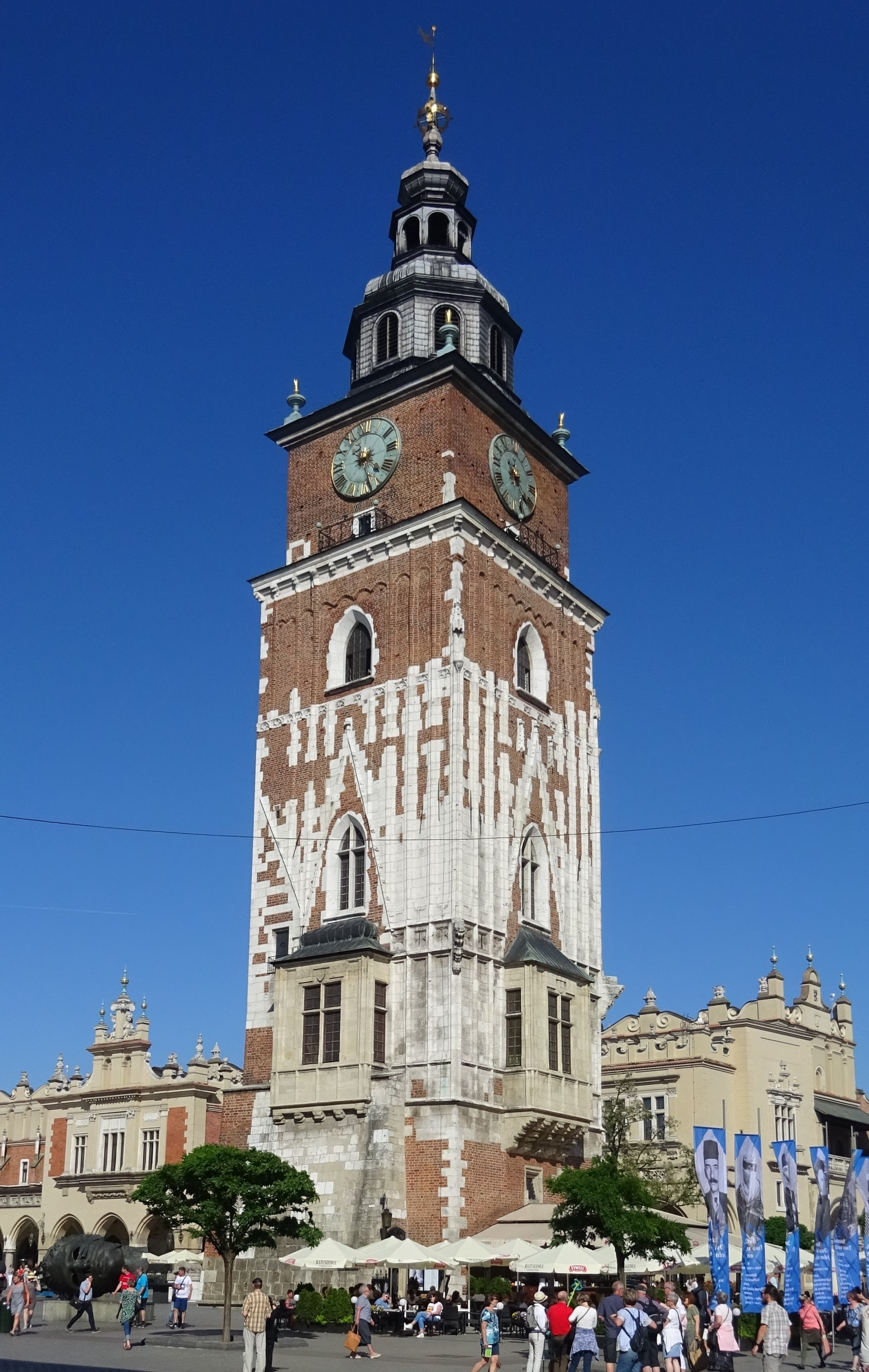
La Tour de l'Hôtel de Ville

La Tour de l'Hôtel de Ville, ou Beffroi de l'Hôtel de Ville (en polonais : Wieża ratuszowa) est un monument médiéval situé sur la Place du Marché, au cœur du centre historique de la ville de Cracovie (Pologne). Datée du XIVe siècle, la Tour est la seule partie encore conservée de l'ancienne mairie élevé vers 1300 et démolie en 1820. C’est ici que résidait le bourgmestre, que se rassemblaient les conseillers et que fonctionnaient le tribunal, la chancellerie, les archives et les entrepôts de blé. Le trésor de la ville avait sa place au rez-de-chaussée de la tour gothique. Aujourd'hui, la tour accueille une division du Musée historique de Cracovie. 

## Histoire

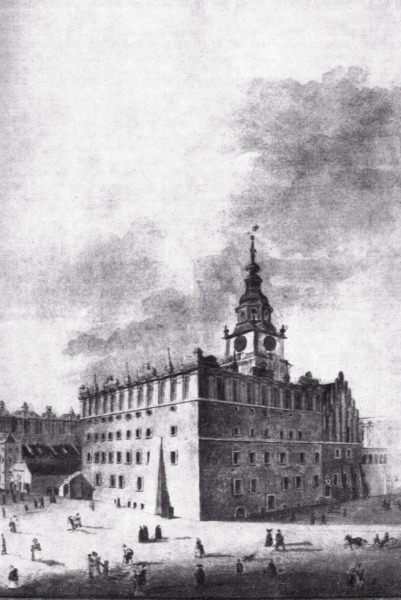
L'hôtel de ville de Cracovie au XVIe siècle

Construite en pierre et en brique à la fin du XIVe siècle, la Tour de l'Hôtel de Ville mesure 70 mètres de hauteur et penche de 55 centimètres, à la suite d'une tempête ayant touché Cracovie en 1703. L'étroit escalier de la Tour, ouvert aux visiteurs, mène au mécanisme de l'horloge d'où l'on peut admirer une vue sur la ville, par les ouvertures percées au niveau de la coupole baroque, venue en 1686 remplacer la flèche gothique qui a été brûlé par la foudre en 1680. Le toit baroque construit alors par l'architecte royal Piotr Beber ne survécut que jusqu'en 1783 et fut remplacé par une structure plus modeste offerte à la ville par l'archevêque Kajetan Sołtyk.
La porte d'entrée de la Tour côté Sukiennice, entourée de deux lions, est de style gothique et porte les emblèmes de la Ville et de la Pologne. L'entrée de la tour est gardée par une paire de lions en pierre taillés au début du XIXe siècle. 
La vaste cave, siège des anciennes oubliettes et salles de torture, renferme le théâtre Ludowy et un café.